# کل نیزار کوهی
کل نیزار کوهی (نام علمی: Redunca fulvorufula) نام یک گونه از سرده کل نیزار است.